# Trypoxylus dichotomus
El escarabajo rinoceronte japonés o escarabajo astado japonés (en japonés kabutomushi (カブトムシ?)) (Trypoxylus dichotomus) es una especie de insecto coleóptero de la familia Scarabaeidae que habita en Japón, Corea, Taiwán y China. También se  vende como mascota en varios países de Asia (en Japón, por ejemplo). A menudo se presentan en los medios de comunicación popular como personaje de dibujos animados.

## Etimología
En japonés, los escarabajos rinoceronte se llaman  kabutomushi (かぶと虫, también escrito 兜虫 o かぶとむし?). "Mushi" es bicho en japonés y "kabuto" es casco en japonés. Entonces, literalmente, su nombre significa "bicho con casco".

## Subespecies
Se reconocen como válidas las siguientes subespecies:
- Trypoxylus dichotomus dichotoma: China continental, península de Corea
- Trypoxylus dichotomus inchachina: Isla Kume
- Trypoxylus dichotomus politus: Indochina
- Trypoxylus dichotomus septentrionalis: Continente japonés excepto Hokkaido, Tsushima
- Trypoxylus dichotomus shizuae: Yakushima, Tanegashima
- Trypoxylus dichotomus takarai: Okinawa
- Trypoxylus dichotomus tsuchiyai: Isla Kuchinoerabu
- Trypoxylus dichotomus tsunobosonis: Isla de Taiwán

## Juegos de azar
El kabutomushi es un tema muy popular en los juegos de azar, como el pez luchador siamés y las peleas de grillos. En el juego más popular, se colocan dos escarabajos machos diferentes en un tronco. Los dos escarabajos lucharán entre sí, tratando de empujarse el uno al otro fuera del tronco, el que se quede en el tronco es el ganador. Esta es una gran fuente de pérdida de dinero para muchas personas, especialmente en las Islas Ryukyu.

## Mascotas y cría
Muchos niños en Japón compran o atrapan estos insectos y los crían. Los insectos machos y hembras costarán entre 500 y 1000 yenes (aproximadamente de cinco a diez dólares estadounidenses). Los escarabajos machos normalmente mueren en el otoño después de aparearse muchas veces, mientras que las hembras normalmente mueren después de poner huevos. Los huevos se ponen directamente en el suelo. Luego, los huevos eclosionan y se convierten en larvas, que generalmente maduran en un año. Los científicos japoneses están tratando de encontrar suplementos para hacer que el escarabajo rinoceronte japonés madure más rápido y crezca a un tamaño mayor. Se sabe que molestar al escarabajo durante su etapa de pupa causa deformaciones en la fisiología del escarabajo y posiblemente hace que el escarabajo muera de choque. Tocar al escarabajo rinoceronte japonés de forma demasiado repentina, incluso después de que se haya metamorfoseado, también puede causar que el escarabajo muera de shock.

## Cultura popular

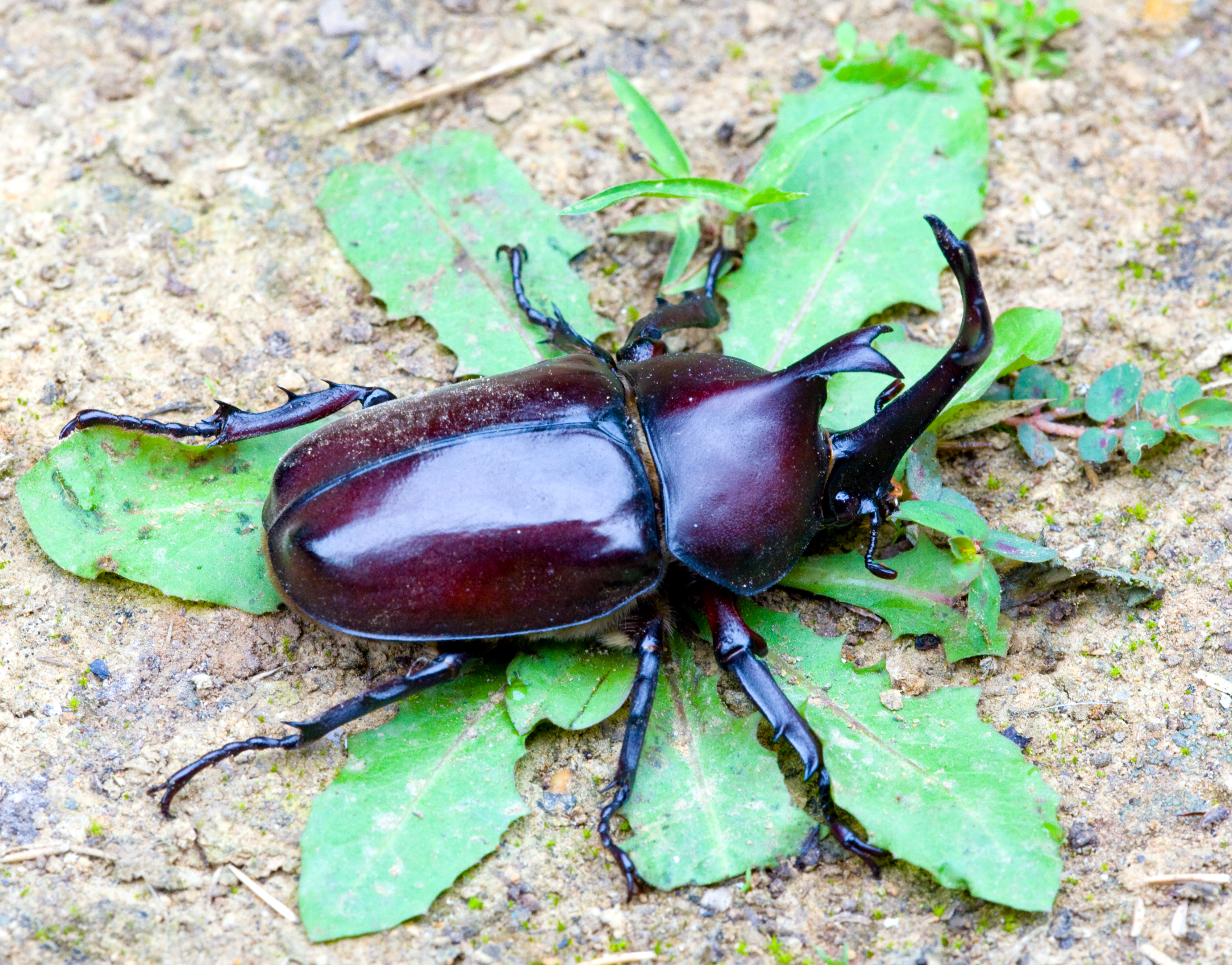
Kabutomushi en un jardín

Los escarabajos rinocerontes japoneses son muy populares en anime, tokusatsu, publicidad, televisiones y películas en Japón, que incluyen:
- Digimon (Kabuterimon y muchas de sus evoluciones)
- Jūken Sentai Gekiranger/Power Rangers Jungle Fury
- Kamen Rider Stronger, Kamen Rider Blade, Kamen Rider Kabuto
- Medabots
- Megalon, de Godzilla tai Megalon
- Kouchuu Ouja Mushiking ~Mori no Tami no Densetsu~
- Ninpuu Sentai Hurricaneger/Power Rangers Ninja Storm
- Pokémon (Heracross, Karrablast y Escavalier)
- Samurai Champloo
- Seijuu Sentai Gingaman/Power Rangers Lost Galaxy
- Los Transformers Insecticons, Bombshell y Barrage
- Samurai Sentai Shinkenger/Power Rangers Samurai
- Tensō Sentai Goseiger
- Chouseishin Gransazer
- Jūkō B-Fighter/Big Bad Beetleborgs
- B-Fighter Kabuto/Beetleborgs Metallix
- B-Robo Kabutack
- Yu-Gi-Oh!
- Kirby: Right Back at Ya!
- Sargento Keroro
- Este feo y bello mundo
- Sonic CD
- Time Bokan
- One Piece (Heracles, Atlas Suisei de Sogeking y Boss)
- Naruto (El escarabajo cornudo de siete colas)
- EarthBound (Buzz Buzz)
- Hajime no Ippo
- Mega Man X3 (Gravity Beetle)
- Animal Crossing (llamado "escarabajo dinástido" en la traducción al inglés del juego, derivado de la subfamilia "dynastinae")

El escarabajo rinoceronte japonés es popular en el origami complejo, conocido como Samurai Helmet Beetle Archivado el 19 de septiembre de 2011 en Wayback Machine.
El emparejamiento del escarabajo rinoceronte japonés con el escarabajo ciervo volante también es popular.
A menudo, están vinculados al elemento relámpago. Probablemente se deba a que sus cuernos se parecen un poco a un pararrayos.
OWI fabrica un kit de robot llamado kabuto-mushi que puede agarrar un bolígrafo con las mandíbulas y escribir con él.
La serie Monster Rancher también incluye un escarabajo rinoceronte gigante llamado Beaclon. Se informa que este monstruo tiene mucha fuerza física pero poca inteligencia.

## Ciclo de vida

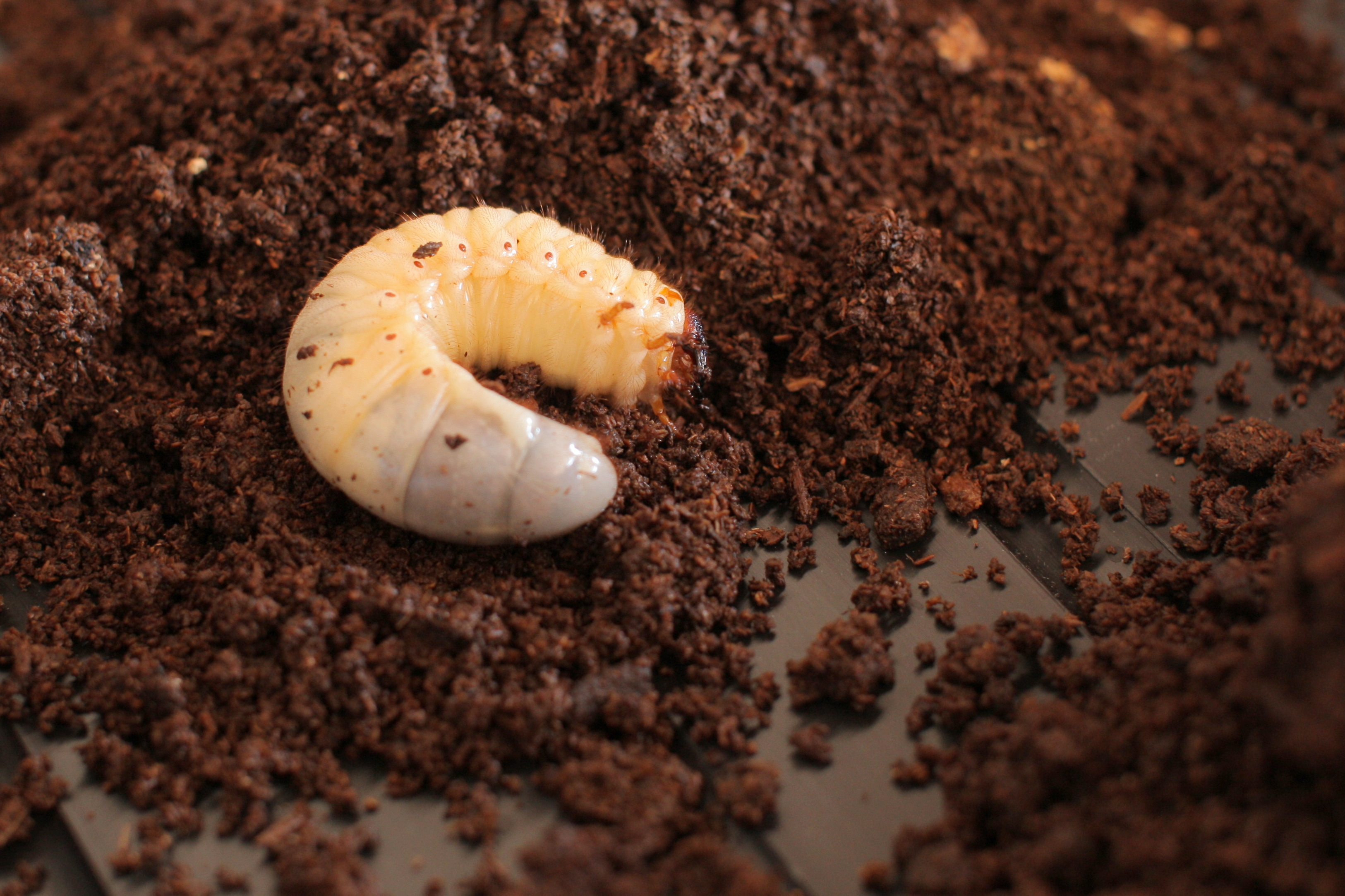
Larva de tercer estadio (último paso antes de la metamorfosis)

El escarabajo rinoceronte japonés vivirá la mayor parte de su vida bajo tierra, ya que solo vive unos 4 meses como un escarabajo real antes de morir. Los primeros escarabajos saldrán del suelo a fines de la primavera; por lo general morirán entre mediados de septiembre y principios de octubre. Sus alimentos preferidos son la savia de los árboles, las frutas y cualquier cosa azucarada.
Los machos normalmente mueren en el otoño después de aparearse muchas veces, mientras que las hembras normalmente mueren después de poner huevos.
Las peleas ocurren entre machos que compiten por parejas y territorio. Los huevos se ponen directamente en el suelo, que se convertirán en larvas que generalmente maduran en un año.
Los criadores de escarabajos rinoceronte japoneses están tratando de encontrar suplementos para hacer que el escarabajo rinoceronte japonés madure más rápido y crezca a un tamaño más grande.